# Alep Njoatsosjávrre
Alep Njoatsosjávrre, enligt tidigare ortografi Alep Njåtjosjaure, är en sjö i Jokkmokks kommun i Lappland och ingår i Luleälvens huvudavrinningsområde. Sjön har en area på 0,486 kvadratkilometer och ligger 875 meter över havet. Alep Njoatsosjávrre ligger i Sarek Natura 2000-område. Sjön avvattnas av vattendraget Njoatsosjåhkå, ett biflöde till Gamájåhkå.

## Delavrinningsområde
Alep Njoatsosjávrre ingår i det delavrinningsområde (745744-156600) som SMHI kallar för Utloppet av Lulep Njåtjosjaure. Medelhöjden är 1 215 meter över havet och ytan är 25,44 kvadratkilometer. Det finns inga avrinningsområden uppströms utan avrinningsområdet är högsta punkten. Gamájåhkå som avvattnar avrinningsområdet har biflödesordning 3, vilket innebär att vattnet flödar genom totalt 3 vattendrag innan det når havet efter 339 kilometer. Avrinningsområdet består mestadels av kalfjäll (92 %). Avrinningsområdet har 1,8 kvadratkilometer vattenytor vilket ger det en sjöprocent på 7,1 %. Delavrinningsområdet täcks till 0,63 procent av glaciärer, med en yta av 0,16 kvadratkilometer.

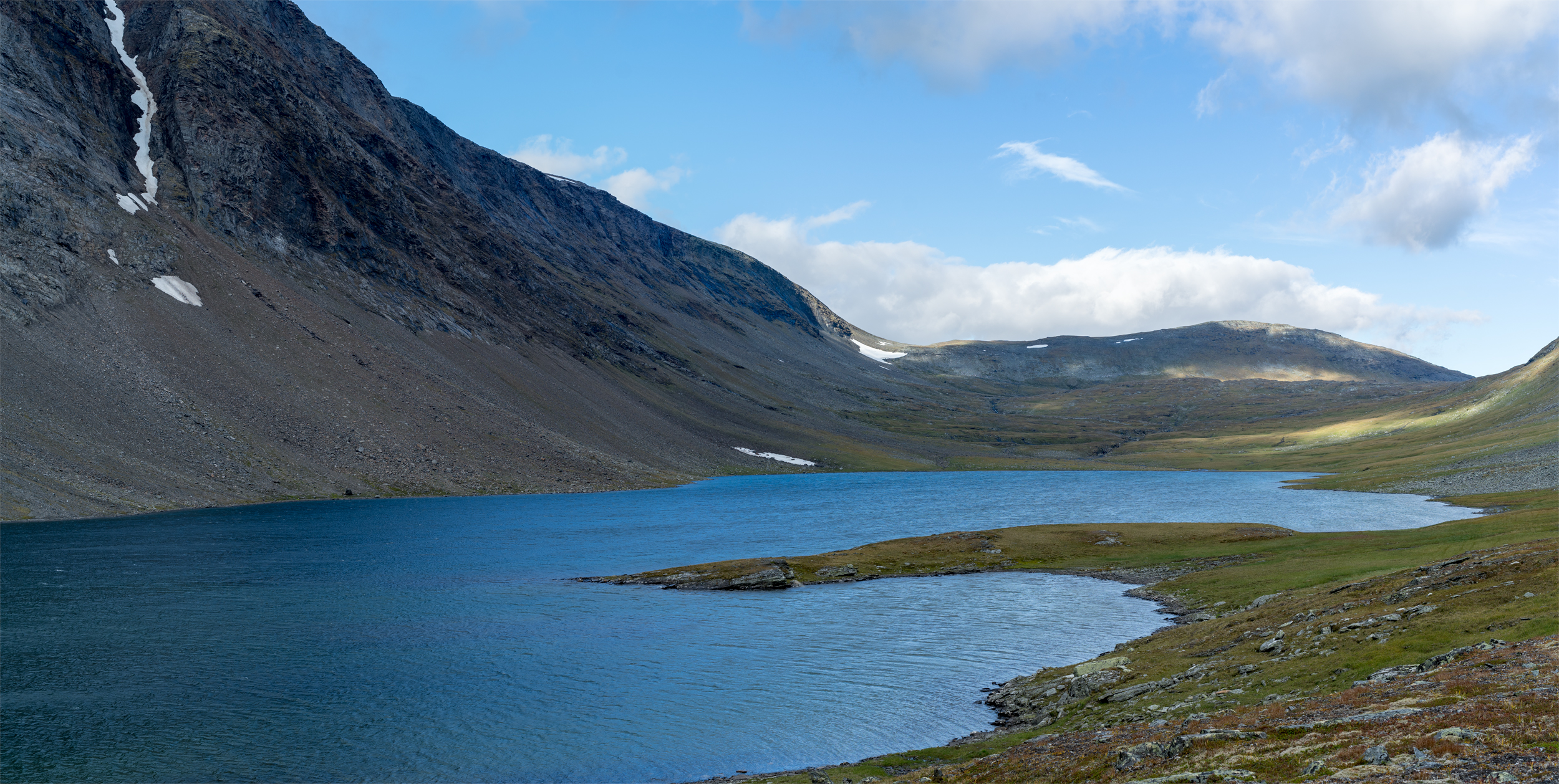
Alep Njoatsosjávrre - vy mot väster med Vássjábákte till vänster.
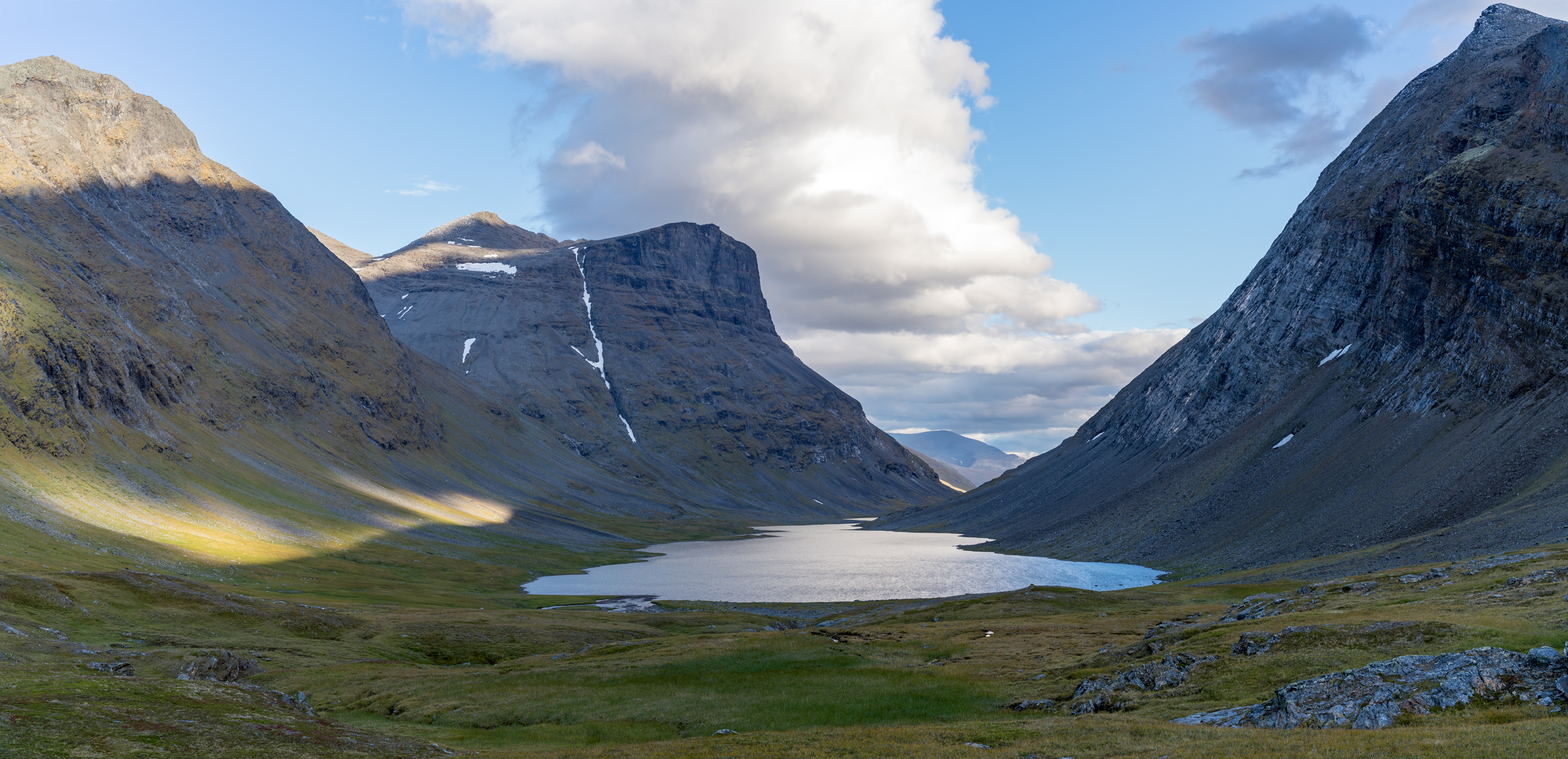
Alep Njoatsosjávrre - vy mot öster. Bergen är Tjåggŋåristjåhkkå, Bulkas och Vássjábákte.